# Onicogrifosis
La onicogrifosis es el aumento exagerado del grosor de las uñas y éstas se acaban curvando en espiral. Aunque es más frecuentemente en las uñas de los pies, afecta sobre todo a los grandes dedos de los pies o las manos. 

## Epidemiología
Suele ocurrir más frecuentemente a personas ancianas, aunque también puede afectar a los jóvenes.

## Etiología
Las causas de la afectación son varias:
- Calzado demasiado estrecho
- Calzado inadecuado
- Micro-traumatismos a repetición
- Enfermedades dermatológicas, como la onicomicosis
- Un heloma subunguéal
- Psoriasis
- Artrosis
- Enfermedades vasculares periféricas
- Diabetes Mellitus

## Cuadro clínico
Una o varias uñas se hipertrofian, se alargan y se curvan. 

## Tratamiento
El podólogo puede utilizar medios mecánicos para el remodelado de la uña afectada, y como último recurso, si fuera preciso, la intervención quirúrgica sobre la matriz ungueal.